# Bonneuil-en-Valois
Bonneuil-en-Valois é uma comuna francesa na região administrativa de Altos da França, no departamento de Oise. Estende-se por uma área de 12,81 km². Em 2010 a comuna tinha 1 030 habitantes (densidade: 80,4 hab./km²).